# ユーリ・アファナーシェフ
ユーリー・ニコラエヴィチ・アファナーシェフ（ロシア語: Ю́рий Никола́евич Афана́сьев、ラテン文字表記の例：Yurii Nikolaevich Afanásyev、1934年9月5日 - 2015年9月14日）は、ソビエト連邦およびロシアの政治家、歴史学者。

## 経歴
1934年9月5日ウリヤノフスク州に生まれる。1957年モスクワ大学歴史学部を卒業する。また、1971年と1976年の二度に渡りパリ大学（ソルボンヌ大学）に学ぶ。史学博士、教授、ロシア科学アカデミー会員。コムソモールとピオネールでの活動を経て、1954年にソ連共産党に入党した。
上級研究員、ソ連科学アカデミー世界史研究所諸外国史文化史部門長、ソ連共産党理論誌『コムニスト』編集会議メンバー・歴史部門主筆などを歴任する。1986年モスクワ歴史古文書大学学長。その後、モスクワ人文大学 Российский государственный гуманитарный университет学長。
1989年ソ連人民代議員にモスクワ州から選出される。アファナーシェフはボリス・エリツィン、アンドレイ・サハロフ博士、ガブリール・ポポフ、アナトリー・サプチャークらとともに急進改革派として「地域間代議員グループ」を結成し、共同議長に就任した。1990年市民行動運動、ロシア民主党共同議長、民主会議「関係者」などに関係する。1991年共産党を離党した。
ゴルバチョフ期のソ連にあってペレストロイカの潮流の下、歴史の見直しなどで大胆かつ真摯な発言をし、急進改革派として行動した。
歴史研究対象としては、歴史概論、フランス史、ロシア史、政治学、教育原理および教育史（新教育制度と教育術）である。

## 受賞歴
- レジオンドヌール勲章
- リトアニア大公ゲディミナス三世勲章
- スウェーデン北極星勲章[1]

## 参考
1. ↑  НАГРАЖДЕНИЕ ПРЕЗИДЕНТА РГГУ АКАДЕМИКА Ю.Н. АФАНАСЬЕВА ШВЕДСКИМ КОРОЛЕВСКИМ ОРДЕНОМ ПОЛЯРНОЙ ЗВЕЗДЫ